# Oberlin, Louisiana
Oberlin är administrativ huvudort i Allen Parish i Louisiana. Orten har fått sitt namn efter prästen och pedagogen Johann Friedrich Oberlin. Vid 2010 års folkräkning hade Oberlin 1 770 invånare.